# Loureda
Loureda ist ein Ort und eine ehemalige Gemeinde (Freguesia) im nordportugiesischen Kreis Arcos de Valdevez. In der Gemeinde lebten 195 Einwohner (Stand 30. Juni 2011).
Am 29. September 2013 wurden die Gemeinden Loureda und Álvora zur neuen Gemeinde União das Freguesias de Álvora e Loureda zusammengefasst.